# Limenitis praetura
Limenitis praetura är en fjärilsart som beskrevs av Hans Fruhstorfer 1915. Limenitis praetura ingår i släktet Limenitis och familjen praktfjärilar. Inga underarter finns listade i Catalogue of Life.